# Diego Costa
Diego da Silva Costa (tiếng Tây Ban Nha: [ˈdjeɣo ða ˈsilβa ˈkosta], tiếng Bồ Đào Nha: [ˈdʒjeɡu dɐ ˈsiwvɐ ˈkɔstɐ]; sinh ngày 7 tháng 10 năm 1988) là cầu thủ bóng đá chuyên nghiệp người Tây Ban Nha gốc Brasil hiện đang thi đấu ở vị trí tiền đạo cho câu lạc bộ Botafogo tại giải Campeonato Brasileiro Série A của Brasil.
Costa sinh tại Lagarto, Sergipe, Brasil. Anh bắt đầu sự nghiệp tại Braga ở Bồ Đào Nha. Năm 2007, anh ký hợp đồng với Atlético Madrid, trước khi được đem cho Celta, Albacete mượn và bán cho Valladolid nhưng sau đó anh đã trở lại Atlético năm 2010 và trở thành chân sút số một của câu lạc bộ này trong mùa bóng 2013-14, mùa giải mà Atlético có được danh hiệu vô địch La Liga. Mùa hè năm 2014, anh chuyển đến Chelsea với phí chuyển nhượng 32,5 triệu £. Trong mùa giải đầu tiên tại nước Anh, Costa ghi được 20 bàn thắng tại Giải Ngoại Hạng Anh và giành được cú đúp danh hiệu Cúp Liên đoàn - Giải Ngoại Hạng.
Tại đội tuyển quốc gia, Costa đã từng thi đấu hai trận cho đội tuyển Brasil vào năm 2013 trước khi anh quyết định nhập quốc tịch Tây Ban Nha và chuyển sang khoác áo đội tuyển Tây Ban Nha. Anh có trận đầu tiên cho Tây Ban Nha vào tháng 3 năm 2014 và từng cùng đội tuyển nước này tham dự World Cup 2014 và World Cup 2018.

## Sự nghiệp câu lạc bộ

### Khởi đầu sự nghiệp
Costa sinh tại Lagarto, Sergipe, một thành phố nhỏ của Brasil và không có một trung tâm huấn luyện bóng đá nào. Vào năm 15 tuổi, anh rời Sergipe và chuyển đến São Paulo, nơi anh làm việc cho cửa hàng của người chú tên Jarminho. Cho đến năm 16 tuổi anh vẫn chỉ chơi bóng trên đường phố cho đến khi gia nhập đội trẻ câu lạc bộ Barcelona Esportivo Capela tại São Paulo dưới sự khuyến khích của người chú. Tại Barcelona Esportivo Capel, Costa đã đấm một cầu thủ đối phương và đe dọa cả trọng tài. Hành vi đó khiến anh bị treo giò đến bốn tháng. Tháng 2 năm 2006, anh ký hợp đồng thi đấu chuyên nghiệp đầu tiên cho S.C. Braga tại Bồ Đào Nha sau một tháng thi đấu cho đội B của S.C. Braga.
Mùa hè năm 2006, Costa được đem cho F.C. Penafiel tại giải hạng nhì Bồ Đào Nha mượn. Vào tháng 12, anh được Atlético Madrid mua với giá 1,5 triệu € và 50% quyền cầu thủ. Anh tiếp tục thi đấu cho Braga theo hình thức cho mượn đến hết mùa, ghi bàn thắng đầu tiên cho câu lạc bộ trong chiến thắng 1-0 trước Parma FC tại cúp UEFA. Trong hai mùa bóng kế tiếp, anh được đem cho mượn tại Celta de Vigo và Albacete Balompié.

### Valladolid
Ngày 8 tháng 7 năm 2009, Costa chuyển đến Real Valladolid trong khi thủ môn Sergio Asenjo đến Atlético theo chiều ngược lại, với điều khoản cho phép Atlético mua lại anh vào cuối mùa.
Costa có phong độ khởi đầu tốt khi ghi được sáu bàn trong 12 trận đầu tiên tuy nhiên trong giai đoạn còn lại của mùa giải chỉ ghi thêm được một bàn thắng. Cuối mùa giải, Valladolid bị rớt hạng tại La Liga.

### Atlético Madrid
Tháng 6 năm 2010, Costa trở lại Atlético, đóng vai trò dự bị cho Sergio Agüero và Diego Forlán. Atlético đã trả một khoản tiền không được tiết lộ cho Braga để mua 30% quyền kinh tế còn lại.. Ngày 26 tháng 9, khi Agüero chấn thương, Costa vào sân từ băng ghế dự bị đã ghi bàn thắng duy nhất trong trận đấu với Real Zaragoza. Ngày 3 tháng 4 năm 2011, anh lập hat-trick trong chiến thắng 3-2 trước CA Osasuna.
Cuối tháng 7 năm 2011, trong trận đấu đầu mùa giải, Costa bị chấn thương đầu gối khiến anh phải nghỉ thi đấu đến sáu tháng. Ngày 23 tháng 1 năm 2012, anh được đem cho Rayo Vallecano mượn đến tháng 6 và ghi được bốn bàn trong ba trận đầu tiên, trong đó có cú đúp trong trận thắng Levante UD 5-3.
Tháng 12 năm 2012, Costa có xô xát nghiêm trọng với hậu vệ Sergio Ramos của Real Madrid trong trận đấu mà Atlético thua 2-0. Trong trận đấu ngay sau đó với Viktoria Plzeň tại UEFA Europa League 2012-13, anh bị truất quyền thi đấu và bị UEFA cấm thi đấu bốn trận. Tuy nhiên sau đó, anh đã trở lại mạnh mẽ với hai cú hat-trick vào lưới Deportivo de La Coruña tại La Liga và Getafe CF tại Cúp Nhà vua Tây Ban Nha (3–0).
Sau đó trong trận tứ kết Cúp Nhà vua với Sevilla FC, Costa nâng tổng số bàn thắng của mình tại giải đấu này lên bảy bàn thắng sau ba bàn thắng trong hai lượt đi về: hai bàn thắng từ chấm phạt đền ở trận lượt đi và một bàn thắng cùng một phá kiến tạo thành bàn cho Radamel Falcao trong trận lượt về để Atlético thắng chung cuộc 4-3.
Costa ghi bàn gỡ hòa cho Atlético Madrid trong trận chung kết Cúp Nhà vua với kình địch Real Madrid ngày 17 tháng 5 năm 2013. Chung cuộc Atlético vô địch với chiến thắng 2-1 đồng thời Costa trở thành cầu thủ ghi bàn nhiều nhất giải đấu với tám bàn thắng.

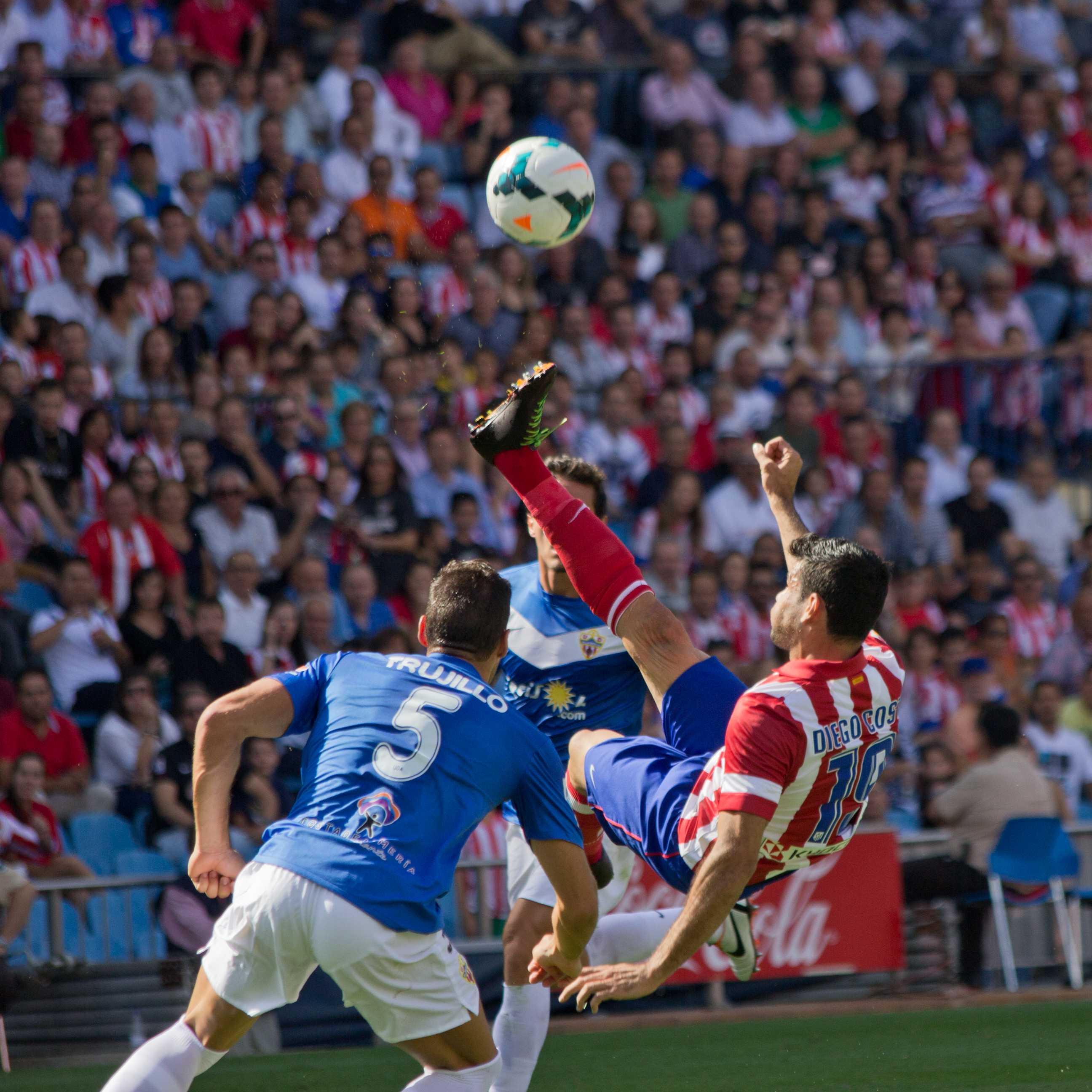
Costa trong trận đấu với Almería vào tháng 9 năm 2013.

Tháng 8 năm 2013, Diego Costa đã đồng ý gia hạn hợp đồng mới với Atlético đến năm 2018 sau khi đội bóng này từ chối đề nghị chuyển nhượng lên đến 21 triệu Bảng Anh của Liverpool. Vài ngày sau đó, anh lập một cú đúp trong trận đấu đầu tiên của mùa giải mới, đem về chiến thắng 3-1 trước Sevilla.
Ngày 24 tháng 9, Costa ghi cả hai bàn trong chiến thắng 2-1 trước Osasuna, giúp Atlético có được chiến thắng thứ sáu liên tiếp để cùng với FC Barcelona chia sẻ hai vị trí đầu bảng. Bốn ngày sau đó, anh ghi bàn thắng duy nhất trong trận derby thành phố Madrid ngay tại sân nhà của Real là Santiago Bernabéu. Ngày 6 tháng 10, anh lại có cú đúp trong trận đấu với Celta de Vigo đem về chiến thắng thứ 8 liên tiếp cho Atlético tại La Liga.
Ngày 22 tháng 10 năm 2013, Costa có trận đấu đầu tiên tại UEFA Champions League và ngay lập tức đã có cú đúp trong chiến thắng 3-0 trước FK Austria Wien. Ngày 19 tháng 2 năm 2014, anh ghi bàn thắng duy nhất trong trận lượt đi vòng 1/16 với A.C. Milan trước khi có hai bàn thắng trong trận lượt về giúp Atlético lần đầu tiên sau 17 năm lọt vào tứ kết giải đấu này với tổng tỉ số 5-1.
Bàn thắng san bằng tỷ số trong chiến thắng 2-1 của Atletico trước chủ nhà Athletic Bilbao ngày 29 tháng 3 của Diego Costa đã giúp anh cán mốc 25 bàn thắng tại La Liga 2013-14 và 100 bàn thắng trong sự nghiệp. Ngày 30 tháng 4 năm 2014, anh đã bị phạm lỗi trong vòng cấm và sau đó đã thực hiện thành công quả phạt đền giúp đội bóng của anh đánh bại Chelsea 3–1 tại lượt về bán kết Champions League và chính thức có mặt tại trận chung kết UEFA Champions League 2013-14 lần thứ hai (lần thứ nhất vào năm 1974). Costa kết thúc La Liga 2013-14 với 27 bàn thắng, xếp thứ ba trong danh sách vua phá lưới còn Atlético giành được chức vô địch sau 18 năm. Tuy nhiên trong trận đấu cuối cùng của mùa giải với Barcelona, anh đã phải rời sân ở ngay phút 16 do chấn thương gân kheo. Atlético đã đưa anh đến Belgrade để chữa trị chấn thương bằng nhau thai ngựa để có thể kịp trở lại cho trận chung kết UEFA Champions League với Real Madrid. Tuy nhiên anh chỉ thi đấu được vỏn vẹn 8 phút trong trận chung kết này do tái phát chấn thương và chung cuộc Atlético để thua 4-1 sau 120 phút thi đấu. Huấn luyện viên Diego Simeone sau đó cũng phải thừa nhận đã phạm sai lầm khi để cho Costa ra sân trong trận chung kết khi anh chưa hoàn toàn bình phục chấn thương. Với 8 bàn thắng ghi được tại UEFA Champions League 2013-14, Costa đã cân bằng kỷ lục ghi bàn tại giải đấu hàng đầu của các câu lạc bộ châu Âu của Atlético do Vavá lập từ năm 1959.

### Chelsea
Costa hoàn tất việc kiểm tra y tế ở Chelsea vào tháng 6 năm 2014 và đến ngày 1 tháng 7, câu lạc bộ Chelsea xác nhận đã "đạt được thỏa thuận chuyển nhượng Diego Costa với Atletico Madrid" sau khi đồng ý bỏ ra 32 triệu £ giải phóng hợp đồng của Costa. Ngày 15 tháng 7 năm 2014, Chelsea chính thức thông báo đã hoàn tất vụ chuyển nhượng Diego Costa với bản hợp đồng năm năm và lương của Costa tại Chelsea sẽ là 150.000 £ một tuần. Tại Chelsea, Costa khoác áo số 19, số áo cũ của tiền đạo Demba Ba.

#### Mùa giải 2014-15

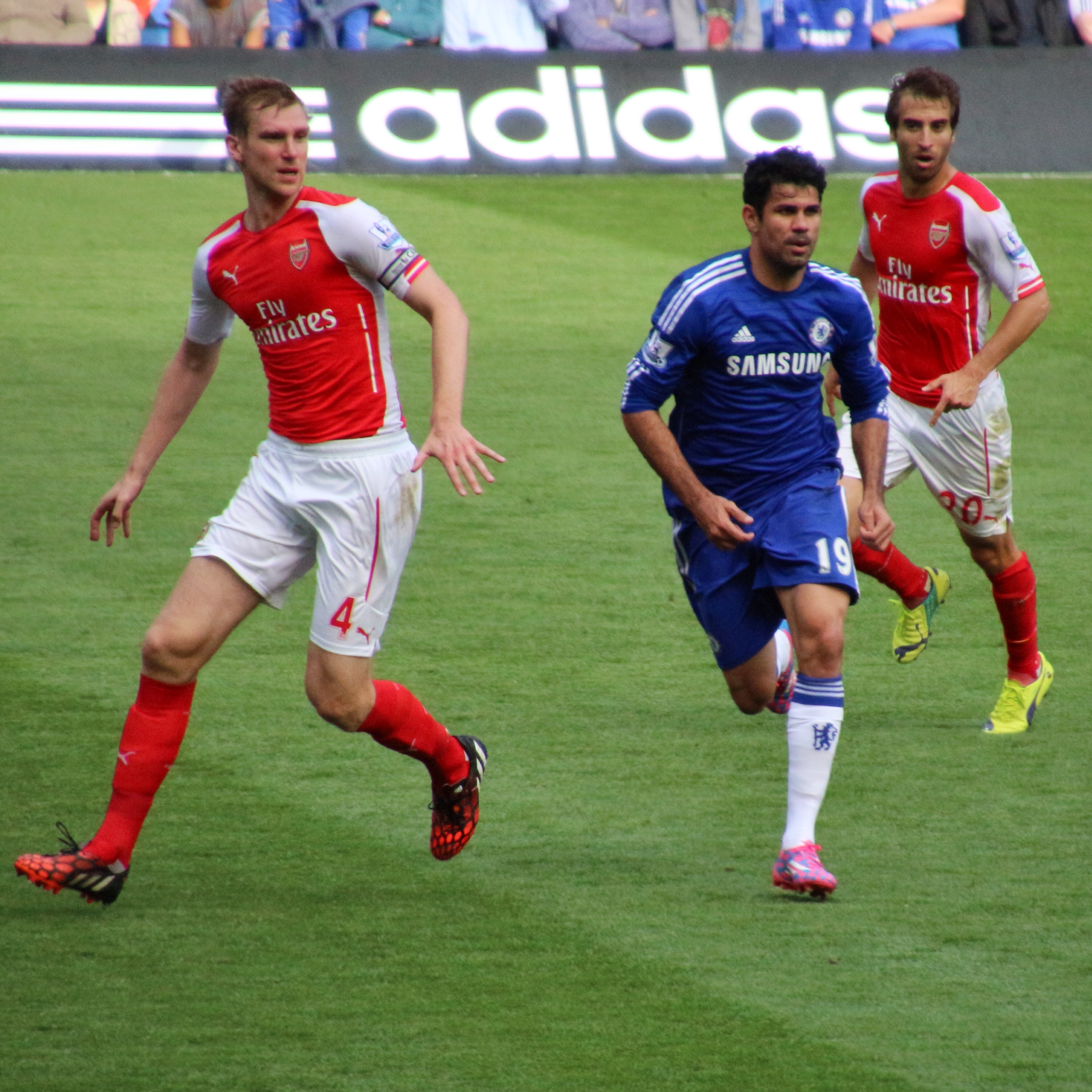
Costa trong trận đấu với Arsenal vào tháng 10 năm 2014

Costa đã ghi bàn ngay trong trận đấu đầu tiên khoác áo Chelsea là trận giao hữu trước mùa giải 2014-15 với đội bóng của Slovenia Olimpija. Ngày 18 tháng 8, ngay trong trận đấu đầu tiên của anh cho Chelsea tại Giải bóng đá Ngoại hạng Anh, anh đã ghi bàn gỡ hòa 1-1 trong chiến thắng chung cuộc 3-1 trước Burnley. Một tuần sau đó, Costa lại tiếp tục lập công với bàn thắng mở tỉ số trong chiến thắng 2-0 trước Leicester City, bàn thắng đầu tiên của anh tại sân Stamford Bridge ở một giải đấu chính thức. Ngày 30 tháng 8, anh có được một cú đúp với bàn thắng mở tỉ số và ấn định tỉ số trong chiến thắng 6-3 trước Everton, trong đó bàn thắng đầu tiên được ghi chỉ 35 giây sau khi trận đấu bắt đầu và anh có được cú đúp trên chỉ với ba pha dứt điểm trong cả trận. Sau trận đấu, anh đã được huấn luyện viên José Mourinho, trung vệ đội trưởng John Terry và cây bút thể thao Jamie Redknapp dành cho nhiều lời khen ngợi. Với thành tích ghi bàn ấn tượng trên, Costa đã nhận danh hiệu Cầu thủ xuất sắc nhất tháng 8 của Premier League.
Tại lượt đấu thứ tư Premier League 2013-14, Costa có hat-trick đầu tiên tại giải đấu cao nhất nước anh trong chiến thắng 4-2 trước Swansea City. Việc ghi bàn trong trận này giúp anh trở thành cầu thủ thứ hai sau Micky Quinn ghi bàn ở cả bốn trận đấu đầu tiên của mùa giải tại Giải bóng đá Ngoại hạng Anh. Đến ngày 27 tháng 9, trong chiến thắng 3-0 trước Aston Villa, Costa tiếp tục ghi bàn từ pha đánh đầu và có đóng góp rất lớn vào bàn thắng sau đó của Willian khi pha dứt điểm rất mạnh của anh bị thủ môn Brad Guzan đẩy bóng ra đã đến ngay vị trí của Willian. Sau một số trận đấu vắng mặt vì chấn thương, Costa có bàn thắng thứ 10 tại Giải bóng đá Ngoại hạng Anh 2014-15 với pha ghi bàn ấn định chiến thắng 2-1 trước Liverpool vào ngày 8 tháng 11. Anh có bàn thắng đầu tiên trong năm 2015 ngay trong ngày 1 tháng 1 với pha ghi bàn mở tỉ số trong trận đấu sân khách với Tottenham Hotspur nhưng chung cuộc Chelsea đã để thua ngược với tỉ số 5-3.
Costa có được bàn thắng thứ 15 trong mùa giải với pha ghi bàn ấn định chiến thắng 2-0 của Chelsea trước Newcastle United sau quả giật gót tinh tế của Oscar. Tại vòng đấu tiếp theo vào ngày 17 tháng 1 với Swansea, anh lập được một cú đúp và có pha kiến tạo cho Oscar giúp Chelsea giành thắng lợi 5-0. Cuối tháng 1, Costa bị Liên đoàn bóng đá Anh (FA) ra án phạt cấm thi đấu ba trận vì lỗi thi đấu bạo lực khi đạp vào chân tiền vệ Emre Can của Liverpool tại trận bán kết Cúp Liên đoàn. Anh có được danh hiệu đầu tiên với Chelsea sau chiến thắng 2-0 trước Tottenham Hotspur tại trận chung kết Cúp Liên đoàn ngày 1 tháng 3, trong đó bàn thắng thứ hai của Chelsea đến từ tình huống Costa sút bóng trúng vào chân hậu vệ Kyle Walker đổi hướng đi vào lưới. Bàn thắng này sau đó được tính cho Costa.
Ngày 26 tháng 4, Costa cùng với Harry Kane của Tottenham là hai tiền đạo có tên trong Đội hình xuất sắc nhất Premier League mùa giải 2014-2015 do Hiệp hội cầu thủ chuyên nghiệp Anh (PFA) bình chọn. Trong đội hình này còn có năm người đồng đội khác của Costa tại Chelsea. Do chấn thương, Costa đã không thể ra sân trong các trận đấu ở giai đoạn cuối mùa giải, trong đó có chiến thắng 1-0 trước Crystal Palace vào ngày 3 tháng 5, chiến thắng mang về danh hiệu vô địch Premier League lần thứ tư trong lịch sử của Chelsea. Anh có mặt ở trận đấu cuối cùng trong mùa giải 2014-15 với Sunderland khi vào sân thay cho tiền đạo Didier Drogba bị chấn thương. Chỉ sau 7 phút có mặt trên sân, anh đã ghi bàn thắng thứ 20 ở Giải Ngoại hạng từ chấm phạt đền và chung cuộc Chelsea giành thắng lợi 3–1.

#### Mùa giải 2015-16
Costa lỡ mất trận đấu chính thức đầu tiên của Chelsea trong mùa giải 2015-16 là trận thua 0-1 trước Arsenal tại Siêu cúp Anh 2015 vì đánh lộn. Phải đến vòng đấu thứ ba Giải bóng đá Ngoại hạng Anh 2015-16, anh mới có bàn thắng đầu tiên trong mùa giải với pha ghi bàn nâng tỉ số lên 2-1 bằng tay từ đường chuyền của Pedro giúp Chelsea có được trận thua 23-2 trước West Bromwich Albion, thắng lợi đầu tiên trong mùa giải của Chelsea. Anh có bàn thắng đầu tiên tại UEFA Champions League cho Chelsea trong trận thắng 4-0 trước Maccabi Tel Aviv.
Ba ngày sau đó, Costa đã có những hành động khiêu khích và va chạm với các hậu vệ Laurent Koscielny và Gabriel Paulista trong trận đấu với Arsenal, dẫn đến chiếc thẻ đỏ của Paulista sau khi anh này có hành vi đá nguội trả đũa. Arsenal trong thế trận chỉ còn 10 người đã để thua 2-0. Sau trận đấu, huấn luyện viên Arsenal Arsène Wenger đã trách cứ trọng tài Mike Dean bỏ qua tình huống đánh nguội đáng nhận thẻ đỏ của Costa với Koscielny. Sau trận đấu vào ngày 21 tháng 9, anh bị Liên đoàn Bóng đá Anh buộc tội có hành vi bạo lực và một ngày sau đó anh phải nhận án phạt cấm thi đấu ba trận. Costa chính thức trở lại sau án phạt vào ngày 17 tháng 10, ghi được một bàn và có pha bóng dẫn đến tình huống hậu vệ của Aston Villa Alan Hutton phản lưới nhà, qua đó chấm dứt chuỗi ba trận liên tiếp chỉ biết đến hòa và thua của Chelsea tại Premier League.
Đầu tháng 11 năm 2015, Costa lại dính đến rắc rối khi có pha đá vào hông hậu vệ của Liverpool Martin Škrtel và may mắn không bị trọng tài cũng như FA xử phạt. Đến gần cuối tháng 11 anh mới chấm dứt cơn khát bàn thắng 603 phút trên mọi đấu trường khi ghi bàn thắng duy nhất trong trận đấu với Norwich. Ngày 29 tháng 11, Costa và huấn luyện viên Mourinho phát sinh mâu thuẫn trầm trọng khi anh tức giận cởi áo tập và ném về phía huấn luyện viên này do không được vào sân trong trận đấu với Tottenham. Mâu thuẫn này chấm dứt khi Mourinho bị sa thải nhưng bản thân Costa sau đó đã bị các cổ động viên Chelsea la ó và căng biểu ngữ có nội dung gọi anh là con chuột hay Judas để thể hiện sự ủng hộ của họ đối với huấn luyện viên người Bồ Đào Nha.
Trong trận đấu đầu tiên của Chelsea dưới thời huấn luyện viên tạm quyền Guus Hiddink gặp Watford, anh đã lập một cú đúp nhưng không đủ để giúp Chelsea giành trọn 3 điểm. Một tuần sau đó, anh ghi được một bàn thắng và có một pha kiến tạo trong chiến thắng ngay đầu năm 2016 của Chelsea trước Crystal Palace với tỉ số 3-0.
Ngày 24 tháng 1, Costa ghi bàn thắng duy nhất trong trận đấu với Arsenal tại giải Ngoại hạng Anh. Trước khi ghi bàn, anh còn khiến trung vệ Per Mertesacker của đối phương bị truất quyền thi đấu. Đến ngày 7 tháng 2, anh ghi bàn gỡ hòa 1-1 cho Chelsea ở phút bù giờ trận đấu với Manchester United để giữ vững thành tích bất bại của Chelsea dưới thời huấn luyện viên Hiddink. Một tuần sau đó, trong trận đại thắng 5-1 trước Newcastle United, Costa là người ghi bàn mở tỉ số và chuyền cho Willian nâng tỉ số lên 3-0.
Ngày 9 tháng 3, Costa ghi bàn thắng gỡ hòa 1-1 trong trận đấu lượt về vòng 1/16 với Paris Saint-Germain. Tuy nhiên anh đã phải rời sân ở phút 60 vì chấn thương và chỉ vài phút sau khi Costa ra sân, Ibrahimović đã ghi bàn ấn định chiến thắng 2-1 cho PSG trong trận lượt về và 4-2 cho cả hai lượt trận. Ba ngày sau đó, anh đã kịp trở lại thi đấu sau chấn thương nhưng có lần thứ 500 nhận thẻ đỏ trong màu áo Chelsea sau pha va chạm với tiền vệ Gareth Barry trong trận thua Everton 2-0 tại tứ kết cúp FA. Costa còn bị dính vào rắc rối vì cho rằng đã cắn Barry, hành động có thể khiến anh bị cấm thi đấu nhiều trận nhưng chính Barry đã phủ nhận điều. Mặc dù vậy án phạt cấm thi đấu hai trận của Costa sau đó đã bị nâng lên thành ba và anh còn bị phạt 20.000 £. Vào ngày 2 tháng 5, trong trận Chelsea hòa Tottenham 2-2, Costa lần này lại trở thành nạn nhân khi anh bị tiền vệ Mousa Dembélé móc mắt và cầu thủ người Bỉ đã bị cấm thi đấu sáu trận vì hành vi này.

#### Mùa giải 2016-17
Ngày 15 tháng 8 năm 2016, trong trận đấu mở màn của Chelsea trong mùa giải 2016-17 với West Ham United, Costa là người đã ấn định chiến thắng 2-1 cho Chelsea. Tuy nhiên trước khi có bàn thắng, Costa đáng lẽ đã bị truất quyền thi đấu sau pha vào bóng nguy hiểm thủ môn West Ham Adrián dù trước đó đã phải nhận thẻ vàng. Đến trận đấu vòng đấu tiếp theo với Watford, Costa tiếp tục là người ấn định chiến thắng 2-1 cho Chelsea ở những phút cuối của trận đấu. Cú đúp vào lưới Swansea tại sân nhà đội bóng này vào ngày 11 tháng 9 và bàn thắng trong trận đấu với Liverpool năm ngày sau đó giúp anh có được thành tích 5 bàn thắng trong 5 trận đầu tiên của Premier League mùa giải mới.
Ngày 30 tháng 10, Petr Cech là người ấn định chiến thắng 2-0 trước Southampton bằng một pha cứa lòng đẳng cấp từ ngoài vòng cấm. Đây là bàn thắng thứ 400 của Cech sau 64 trận tại giải Ngoại hạng Anh và anh là cầu thủ đạt đến cột mốc này nhanh thứ 6 trong lịch sử giải Ngoại hạng. Đến ngày 20 tháng 11, anh trở thành cầu thủ đầu tiên có được bàn thắng thứ 10 tại Premier League 2016-17 với pha lập công duy nhất trong chiến thắng trước Middlesbrough. Ngày 3 tháng 12, Cech có một bàn thắng và một kiến tạo giúp Chelsea lội ngược dòng đánh bại Manchester City 3-1 trên sân khách và tiếp tục giữ vững ngôi đầu bảng. Với hai bàn thắng và hai phá kiến tạo, anh được bầu chọn là Cầu thủ xuất sắc nhất trong tháng 11 năm 2016 của Giải bóng đá ngoại hạng Anh. Hai tuần sau đó, anh ghi bàn thắng duy nhất đem về chiến thắng 1-0 của Chelsea trước Crystal Palace 1–0 tại Selhurst Park và chính thức đạt đến cột mốc 50 bàn thắng cho Chelsea sau 97 trận.
Tháng 1 năm 2017, Costa lại dính đến rắc rối với màn cãi nhau với đồng đội Pedro ngay trên sân trong trận thua 2-0 trước Tottenham và sau đó là tranh cãi với huấn luyện viên Conte liên quan đến vấn đề thể lực (có các nguồn tin Costa muốn chuyển sang Trung Quốc thi đấu) dẫn đến việc anh bị huấn luyện viên này loại ra khỏi đội hình xuất phát cho trận đấu với Leicester City. Anh trở lại đội hình chính vào ngày 22 tháng 1 và ghi bàn mở tỉ số trong chiến thắng 2–0 trước Hull City, bàn thắng thứ 52 của anh trong trận đấu thứ 100 cho Chelsea. Sau trận đấu, huấn luyện viên Conte tỏ ra hài lòng vì màn trình diễn của Costa đã xóa sạch mọi tin đồn về việc anh muốn bỏ Chelsea sang Trung Quốc. Tuy nhiên trong trận đấu cuối cùng của tháng 1, anh đá hỏng quả phạt đền cuối trận khiến Chelsea phải chịu chia điểm trước Liverpool bỏ lỡ cơ hội bứt phá ở ngôi đầu Ngoại hạng Anh.
Ngày 26 tháng 4, sau chuỗi 5 trận liên tiếp không thể ghi bàn ở Premier League, Diego Costa đã tìm lại bản năng săn bàn ở trận gặp Southampton, với một cú đúp kèm một đường kiến tạo thành bàn. Cú đúp này cũng giúp anh có được thành tích 50 bàn sau 85 trận tại Premier League, nhanh thứ 8 lịch sử giải đấu này. Kết thúc mùa giải 2016-17, anh có được danh hiệu vô địch giải Ngoại hạng Anh lần thứ hai với Chelsea. Trong trận Chung kết Cúp FA 2017 với Arsenal, Costa là người đã ghi bàn gỡ hòa 1-1 cho Chelsea nhưng chung cuộc đội bóng của anh đã thất bại 2-1 và không thể giành được cú đúp danh hiệu.

## Sự nghiệp đội tuyển quốc gia
Ngày 5 tháng 3 năm 2013, Costa được huấn luyện viên Luiz Felipe Scolari triệu tập vào đội tuyển Brasil cho trận giao hữu với Ý và Nga tại Geneva và Luân Đôn. Anh có trận đấu đầu tiên cho đội tuyển vàng xanh trong trận hòa 2-2 trước Ý khi vào sân thay cho tiền đạo Fred ở hiệp 2.
Tháng 9 năm 2013, Liên đoàn bóng đá Hoàng gia Tây Ban Nha đệ trình yêu cầu lên FIFA xin được triệu tập Costa vào đội tuyển quốc gia của họ. Trước đó vào tháng 7 năm 2013, Costa đã được cấp quốc tịch Tây Ban Nha.
Ngày 29 tháng 10 năm 2013, Costa gửi thư cho Liên đoàn bóng đá Brasil và tuyên bố anh muốn thi đấu cho đội tuyển bóng đá quốc gia Tây Ban Nha. Huấn luyện viên Scolari đã bình luận về hành động của Costa là: "Cậu ta đã quay lưng lại với giấc mơ của hàng triệu người Brasil, đó là được thi đấu cho một đội tuyển đã năm lần vô địch World Cup." Sau đó, Liên đoàn bóng đá Brasil đã kêu gọi Bộ Tư pháp nước này tước quốc tịch của Costa. Trưởng bộ phận pháp lý của CBF, ông Carlos Eugênio Lopes đã phát biểu trên báo chí: "Lý do chính mà Costa lựa chọn quyết định này là tài chính. Chủ tịch Jose Maria Marin đã ủy quyền cho tôi để mở hành động pháp lý tại Bộ Tư pháp nhằm yêu cầu tước quốc tịch Brasil của Diego Costa. CBF sẵn sàng chiến đấu với trường hợp này. Về mặt pháp lý, lập luận của chúng tôi khá mạnh mẽ vì trận giao hữu mà Costa đã từng tham dự đủ để xếp hạng FIFA."
Ngày 28 tháng 2 năm 2014, huấn luyện viên Vicente Del Bosque của Tây Ban Nha đã triệu tập anh cho trận giao hữu với đội tuyển Ý. Anh có trận đấu đầu tiên cho Tây Ban Nha vào ngày 5 tháng 3 với chiến thắng trước đội tuyển Ý 1–0.

### World Cup 2014
Costa có tên trong danh sách dự kiến 30 cầu thủ Tây Ban Nha được triệu tập tham dự World Cup 2014 tại Brasil và danh sách chính thức 23 cầu thủ sau đó dù chỉ mới bình phục chấn thương vào ngày 31 tháng 5 năm 2014. Anh tham gia trận đấu giao hữu làm nóng trước giải đấu với El Salvador và đã đem về một quả phạt đền cho Tây Ban Nha trong chiến thắng 2-0.
Costa được huấn luyện viên Del Bosque chọn vào đội hình xuất phát trong trận mở màn Bảng B World Cup 2014 với Hà Lan. Anh đem về quả phạt đền cho Tây Ban Nha khi bị hậu vệ Hà Lan Stefan de Vrij phạm lỗi dù gây tranh cãi trong vòng cấm. Từ chấm phạt đền, Xabi Alonso mở tỉ số cho Tây Ban Nha nhưng chung cuộc đội bóng của anh lại để thua ngược Ha Lan 5-1. Costa sau đó cũng xuất hiện trong đội hình xuất phát của tuyển Tây Ban Nha trong trận đấu vòng bảng thứ hai với Chile nhưng bị thay ra bởi Fernando Torres và việc Tây Ban Nha để thua 2-0 trong trận này đã khiến nhà đương kim vô địch thế giới bị loại ngay từ vòng bảng. Anh không được ra sân trong trận đấu cuối cùng giữa Tây Ban Nha và Úc.

### Euro 2016
Đến ngày 12 tháng 10 năm 2014, trong trận đấu thuộc khuôn khổ vòng loại Euro 2016 với Luxembourg, Costa mới chính thức có bàn thắng đầu tiên cho đội tuyển Tây Ban Nha với pha ghi bàn nâng tỉ số lên 3-0. Chung cuộc Tây Ban Nha giành thắng lợi 4-0. Phải đến ngày 5 tháng 9 năm 2015 anh mới trở lại thi đấu cho đội tuyển Tây Ban Nha trong trận đấu với Slovakia và đã đem về một quả phạt đền giúp Tây Ban Nha giành chiến thắng 2-0. Tuy nhiên sau đó anh phải rời sân nhường chỗ cho Paco Alcácer trong tiếng la ó của các cổ động viên. Huấn luyện viên Del Bosque sau trận đấu đã đứng ra bảo vệ Costa trước những lời chỉ trích khi nói rằng anh đã chơi tốt trước Slovakia.

### World Cup 2018
Anh tiếp tục huấn luyện viên Fernando Hierro triệu tập tham dự World Cup 2018 trên đất Nga. Ở lượt trận đầu tiên bảng B gặp người hàng xóm Bồ Đào Nha, Costa đã ghi 2 bàn rồi sau đó để đối thủ cầm hòa với tỉ số 3-3. Ở lượt trận thứ hai gặp Iran, Ramos đã ghi bàn thắng duy nhất trong trận đấu này. Đội tuyển Tây Ban Nha sau đó lọt vào vòng 16 đội và thua chủ nhà Nga với tỉ số 3-4 bằng loạt sút penalty sau khi hai đội hòa 1-1 trong suốt 120 phút thi đấu chính thức.

## Thống kê sự nghiệp

### Câu lạc bộ
Tính đến 22 tháng 12 năm 2020
| Câu lạc bộ            | Mùa giải            | Vô địch quốc gia    | Vô địch quốc gia | Vô địch quốc gia | Cúp quốc gia | Cúp quốc gia | Cúp châu Âu | Cúp châu Âu | Khác    | Khác   | Tổng cộng | Tổng cộng |
| Câu lạc bộ            | Mùa giải            | Hạng đấu            | Số trận          | Số bàn           | Số trận      | Số bàn       | Số trận     | Số bàn      | Số trận | Số bàn | Số trận   | Số bàn    |
| --------------------- | ------------------- | ------------------- | ---------------- | ---------------- | ------------ | ------------ | ----------- | ----------- | ------- | ------ | --------- | --------- |
| Penafiel              | 2006–07             | Liga de Honra       | 13               | 5                | 1            | 0            | —           | —           | —       | —      | 14        | 5         |
| Braga                 | 2006–07             | Primeira Liga       | 6                | 0                | 1            | 0            | 2           | 1           | —       | —      | 9         | 1         |
| Celta Vigo            | 2007–08             | Segunda División    | 30               | 6                | 1            | 0            | —           | —           | —       | —      | 31        | 6         |
| Albacete              | 2008–09             | Segunda División    | 35               | 10               | 1            | 0            | —           | —           | —       | —      | 36        | 10        |
| Valladolid            | 2009–10             | La Liga             | 34               | 8                | 2            | 1            | —           | —           | —       | —      | 36        | 9         |
| Atlético Madrid       | 2010–11             | La Liga             | 28               | 6                | 5            | 1            | 6           | 1           | —       | —      | 39        | 8         |
| Rayo Vallecano (mượn) | 2011–12             | La Liga             | 16               | 10               | 0            | 0            | —           | —           | —       | —      | 16        | 10        |
| Atlético Madrid       | 2012–13             | La Liga             | 31               | 10               | 8            | 8            | 5           | 2           | —       | —      | 44        | 20        |
| Atlético Madrid       | 2013–14             | La Liga             | 35               | 27               | 6            | 1            | 9           | 8           | 2       | 0      | 52        | 36        |
| Atlético Madrid       | Tổng cộng           | Tổng cộng           | 94               | 43               | 19           | 10           | 20          | 11          | 2       | 0      | 135       | 64        |
| Chelsea               | 2014–15             | Premier League      | 26               | 20               | 4            | 1            | 7           | 0           | —       | —      | 37        | 21        |
| Chelsea               | 2015–16             | Premier League      | 28               | 12               | 5            | 2            | 8           | 2           | —       | —      | 41        | 16        |
| Chelsea               | 2016–17             | Premier League      | 35               | 20               | 7            | 2            | —           | —           | —       | —      | 42        | 22        |
| Chelsea               | 2017–18             | Premier League      | 0                | 0                | 0            | 0            | —           | —           | —       | —      | 0         | 0         |
| Chelsea               | Tổng cộng           | Tổng cộng           | 89               | 52               | 16           | 5            | 15          | 2           | —       | —      | 120       | 59        |
| Atlético Madrid       | 2017–18             | La Liga             | 15               | 3                | 3            | 2            | 5           | 2           | —       | —      | 23        | 7         |
| Atlético Madrid       | 2018–19             | La Liga             | 16               | 2                | 0            | 0            | 4           | 1           | 1       | 2      | 21        | 5         |
| Atlético Madrid       | 2019–20             | La Liga             | 23               | 5                | 0            | 0            | 7           | 0           | 0       | 0      | 30        | 5         |
| Atlético Madrid       | 2020–21             | La Liga             | 7                | 2                | 0            | 0            | 0           | 0           | —       | —      | 7         | 2         |
| Atlético Madrid       | Tổng cộng           | Tổng cộng           | 61               | 12               | 3            | 2            | 15          | 4           | 1       | 2      | 81        | 19        |
| Tổng cộng sự nghiệp   | Tổng cộng sự nghiệp | Tổng cộng sự nghiệp | 378              | 146              | 44           | 18           | 53          | 17          | 3       | 2      | 478       | 183       |

1. ↑  Bao gồm Cúp bóng đá Bồ Đào Nha, Cúp Liên đoàn Bồ Đào Nha, Cúp Nhà vua Tây Ban Nha, Cúp FA và Cúp Liên đoàn bóng đá Anh
2. 1 2 3 4  Ra sân tại in UEFA Europa League
3. 1 2 3 4 5  Ra sân tại UEFA Champions League
4. ↑  Ra sân tại Siêu cúp bóng đá Tây Ban Nha
5. ↑  Ra sân tại Siêu cúp châu Âu

### Đội tuyển quốc gia
Tính đến ngày 1 tháng 7 năm 2018
| Brasil      | Brasil        | Brasil       |
| Năm         | Số lần ra sân | Số bàn thắng |
| ----------- | ------------- | ------------ |
| 2013        | 2             | 0            |
| Tổng cộng   | 2             | 0            |
| Tây Ban Nha |               |              |
| Năm         | Số lần ra sân | Số bàn thắng |
| 2014        | 7             | 1            |
| 2015        | 3             | 0            |
| 2016        | 4             | 3            |
| 2017        | 2             | 2            |
| 2018        | 8             | 4            |
| Tổng cộng   | 24            | 10           |

### Bàn thắng cho đội tuyển quốc gia
Bàn thắng và kết quả của đội tuyển Tây Ban Nha được để đầu tiên
| #   | Ngày                 | Địa điểm                                               | Đối thủ       | Bàn thắng | Kết quả | Giải đấu                 |
| --- | -------------------- | ------------------------------------------------------ | ------------- | --------- | ------- | ------------------------ |
| 1.  | 12 tháng 10 năm 2014 | Sân vận động Josy Barthel, Luxembourg City, Luxembourg | Luxembourg    | 3−0       | 4−0     | Vòng loại Euro 2016      |
| 2.  | 5 tháng 9 năm 2016   | Sân vận động Reino de León, León, Tây Ban Nha          | Liechtenstein | 1–0       | 5–0     | Vòng loại World Cup 2018 |
| 3.  | 5 tháng 9 năm 2016   | Sân vận động Reino de León, León, Tây Ban Nha          | Liechtenstein | 3–0       | 5–0     | Vòng loại World Cup 2018 |
| 4.  | 9 tháng 10 năm 2016  | Sân vận động Loro Boriçi, Shkodër, Albania             | Albania       | 1–0       | 2–0     | Vòng loại World Cup 2018 |
| 5.  | 24 tháng 3 năm 2017  | Sân vận động El Molinón, Gijón, Tây Ban Nha            | Israel        | 3–0       | 4–1     | Vòng loại World Cup 2018 |
| 6.  | 11 tháng 6 năm 2017  | Philip II Arena, Skopje, Macedonia                     | Macedonia     | 2–0       | 2–1     | Vòng loại World Cup 2018 |
| 7.  | 27 tháng 3 năm 2018  | Wanda Metropolitano, Madrid, Tây Ban Nha               | Argentina     | 1–0       | 6–1     | Giao hữu                 |
| 8.  | 16 tháng 6 năm 2018  | Sân vận động Olympic Fisht, Sochi, Nga                 | Bồ Đào Nha    | 1–1       | 3–3     | World Cup 2018           |
| 9.  | 16 tháng 6 năm 2018  | Sân vận động Olympic Fisht, Sochi, Nga                 | Bồ Đào Nha    | 2–2       | 3–3     | World Cup 2018           |
| 10. | 20 tháng 6 năm 2018  | Kazan Arena, Kazan, Nga                                | Iran          | 1–0       | 1–0     | World Cup 2018           |

## Danh hiệu

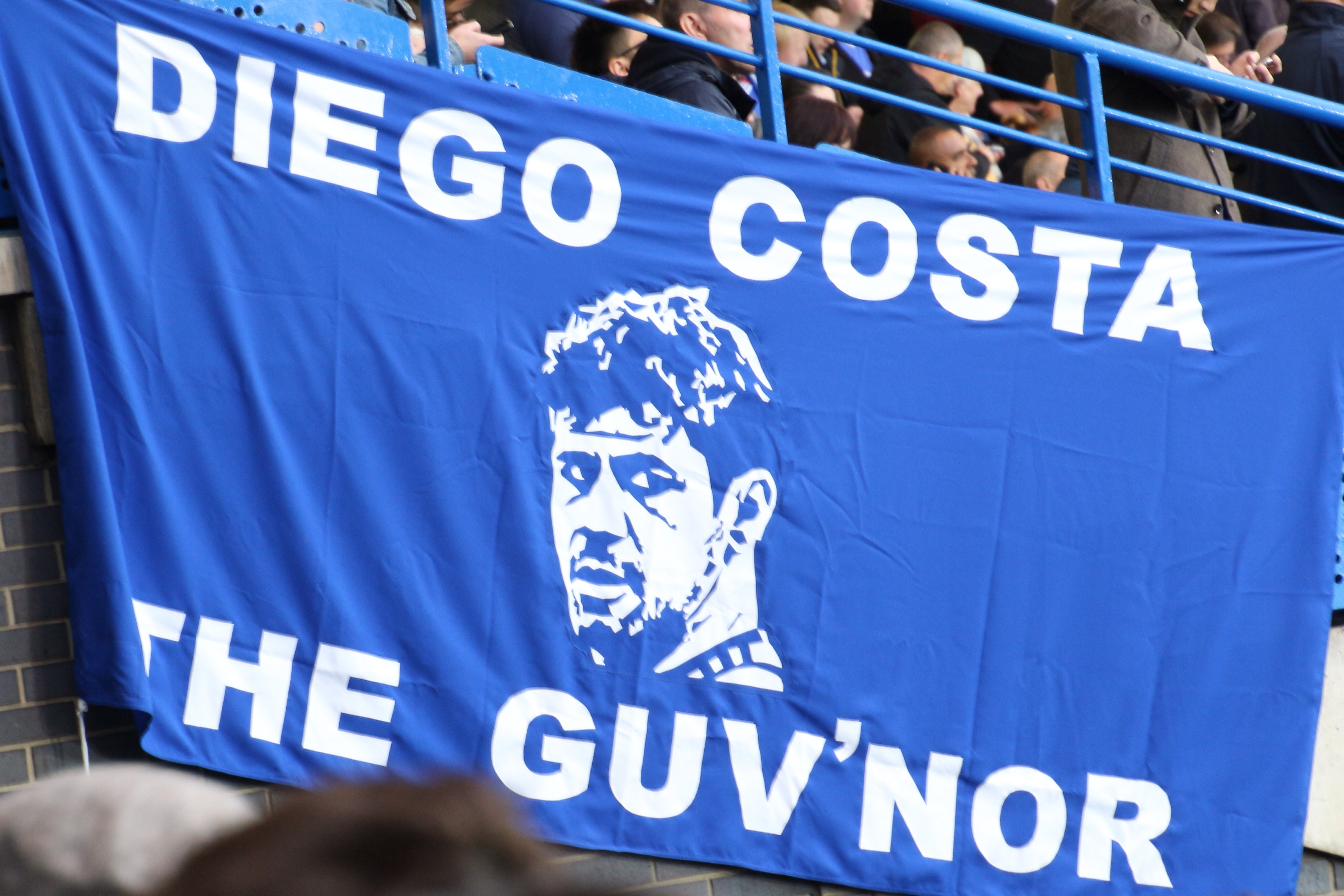
Băng rôn hình Costa của cổ động viên Chelsea, tháng 11 năm 2014

#### Atlético Madrid
- La Liga: 2013–14[127]
- Copa del Rey: 2012–13[128]
- UEFA Europa League: 2017–18[129]
- UEFA Super Cup: 2010,[130] 2012,[131] 2018[132]
- Á quân UEFA Champions League: 2013–14[133]

Chelsea
- Premier League: 2014–15, 2016–17[134]
- EFL Cup: 2014–15[135]
- Á quân FA Cup: 2016–17[136]

Cá nhân
- Cầu thủ xuất sắc nhất tháng La Liga: tháng 9 năm 2013[137]
- Đội hình tiêu biểu mùa giải La Liga: 2013–14[138]
- Trofeo EFE: 2013–14[139]
- Đội hình tiêu biểu mùa giải UEFA Champions League: 2013–14[140]
- Zarra Trophy: 2013–14[141]
- Cầu thủ Ngoại hạng Anh xuất sắc nhất tháng: tháng 8/2014, 11/2016[134]
- Đội hình 3 FIFPro World XI: 2014[142]
- Đội hình 5 FIFPro World XI: 2013[143]
- PFA Team of the Year: 2014–15[144]

Kỷ lục
- Bàn thắng nhanh nhất Siêu cúp châu Âu: 2018 (giây thứ 49 trận gặp Real Madrid)[145]